# Scatella wirthi
Scatella wirthi är en tvåvingeart som beskrevs av Joaquin A. Tenorio 1980. Scatella wirthi ingår i släktet Scatella och familjen vattenflugor. Inga underarter finns listade i Catalogue of Life.